# سیدار هیل (نیومکزیکو)
سیدار هیل (به انگلیسی: Cedar Hill) یک منطقهٔ مسکونی در ایالات متحده آمریکا است که در نیومکزیکو واقع شده‌است. سیدار هیل ۸۴۷ نفر جمعیت دارد و ۱٬۷۸۷٫۰۶ متر بالاتر از سطح دریا واقع شده‌است.